# Маноло Жіменез
Мануел «Маноло» Жіме́нез Сорія (кат. Manuel "Manolo" Jiménez Soria; нар. 12 серпня 1976, Андорра-ла-Велья) — андоррський футболіст, півзахисник. Наразі виступає за «Санта-Колома» та національну збірну Андорри. У складі збірної провів 77 матч і забив 1 гол. Виступав за команди «Андорра», «Констелласіо», «Сан-Жулія» та «Ранжерс».

## Нагороди та досягнення
- «Констелласіо»
  - Прімера Дівізіо (1): 1999—00
  - Копа Констітусіо (1): 2000
- «Санта-Колома»
  - Прімера Дівізіо (2): 2009—10, 2010—11
  - Копа Констітусіо (2): 2009, 2012